# Tortura (película de 1944)
Tortura(sueco: Hets) es una película sueca realizada por Alf Sjöberg y estrenada en 1944. Es la primera película escrita por Ingmar Bergman, en la que también contribuyó a la dirección de algunas escenas.

## Sinopsis
Jan-Erik Widgren, estudiante modelo que sueña con ser un gran violinista, tiene como profesor de latín un ser sádico apodado Calígula por todos los alumnos. Una tarde Widgren se encuentra con Bertha, hija del estanquero del barrio, ebria y desesperada. La acompaña a casa y se enamora de ella. De sus palabras algo confusas deduce que está siendo acosada y aterrorizada por un misterioso hombre tiránico que -dice- acabará por matarla...

## Ficha técnica
- Título original : Hets
- Título francés : Tourments
- Realización : Alf Sjöberg
  - Asistiendo-realizador : Ingmar Bergman (que ha realizado la última secuencia)
- Guion : Ingmar Bergman
- Música : Hilding Rosenberg
- Fotografía : Martin Bodin
- Montaje : Oscar Rosander
- Sociedad de producción : Svensk Filmindustri
- País de origen :   Suecia
- Lengua original : sueco
- Duración : 101 min
- Formato : negro y blanco - 1,37:1
- Rodaje : del 21 de febrero al 25 de mayo de 1944, a la Norra Latino School de Estocolmo y a los studios Råsunda
- Data de salida :
  - Suecia : 2 de octubre de 1944, Röda Kvarn, Estocolmo.
  - Francia : septiembre de 1946 (Festival de Cannes); 29 de octubre de 1948 (estreno en salas)

## Reparto
- Stig Järrel : Calígula
- Alf Kjellin : Jan-Erik Widgren
- Mayo Zetterling : Bertha Olsson
- Olof Winnerstrand : el proviseur
- Gösta Cederlund : Pippi
- Stig Olin : Sandman
- Jan Molander : Petterson
- Olav Riégo : Señor Widgren
- Märta Arbin : Señora Widgren
- Hugo Björne : Dr Nilsson
- Anders Nyström : Bror Widgren
- Nils Dahlgren : el comisario
- Gunnar Björnstrand : el joven profesor
- Carl-Olof Alm
- Curt Edgard
- Sten Gester
- Palle Granditsky
- Birger Malmsten
- Arn Ragneborn

## Anécdotas
- La película está basada en una novela de Bergman, inspirada en su último año en el instituto.
- La primera versión de la película acababa con una escena sobre los resultados de la selectividad : todos los estudiantes son admitidos, salvo Widgren, que observa desde fuera, bajo un porche. Se aleja bajo la lluvia y se ve a Calígula, que sonríe, diciéndole adiós con la mano.
- La película evoluciona entre realismo y expresionismo lo que incrementa el lado oscuro de ciertas escenas, que hacen migrar el diario en la pesadilla. El contraste está acentuado, el daño ronda en la sombra, las decoraciones resultan aplastantes.[1]

## Distinciones
- Festival de Cannes 1946 : Gran premio (anterior Palma de Oro), ex-æquo con otras diez películas.[2]